# Codex Hierosolymitanus

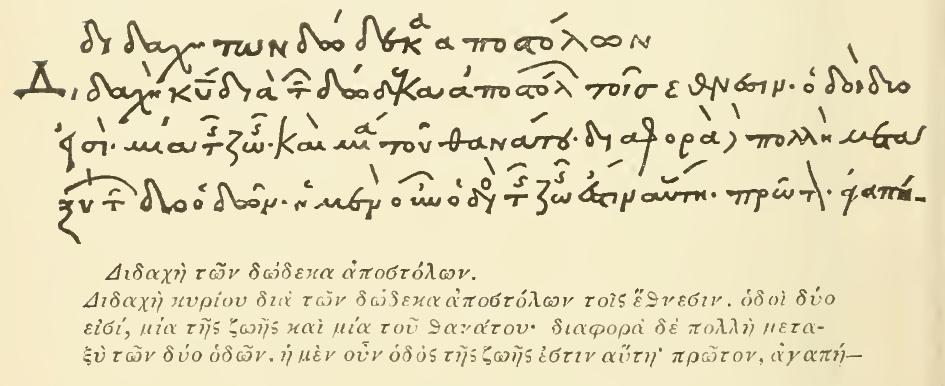
Primeras líneas de H54 (página 54 del Codex Hierosolymitanus), que muestran el comienzo de la Didaché y el texto griego transcrito a continuación.

El Codex Hierosolymitanus (también llamado Manuscrito Brienio o Códice de Jerusalén, a menudo designado simplemente "H" en el discurso académico) es un manuscrito griego del siglo XI. Contiene copias de varios textos cristianos primitivos, incluida la única edición completa de la Didaché. Fue escrito por un escriba desconocido llamado Leo, quien lo fechó en 1056.
El códice contiene la Didaché, la Epístola de Bernabé, la Primera epístola de Clemente y la Segunda epístola de Clemente, la versión larga de las cartas de Ignacio de Antioquía y una lista de libros de la Biblia hebrea.
Fue descubierto en 1873 por Filoteo Brienio, metropolitano de Nicomedia, en la colección del Monasterio de Jerusalén del Santísimo Sepulcro en Constantinopla. Publicó los textos de las dos conocidas epístolas de Clemente en 1875, pasando por alto la Didaché, que encontró cuando regresó al manuscrito.
La lista de libros de la Biblia hebrea contenida en el Códice se ha tomado a menudo como el primer canon escrito del Antiguo Testamento, que data de principios del siglo II. Sin embargo, Luke J. Stevens sostiene que la lista tiene notables paralelos en la ortografía de los libros y en el título de su sección con la Doctrina Patrum del siglo VIII, que a su vez dependía de Eusebio.
Adolf Hilgenfeld utilizó el Codex Hierosolymitanus para su primera edición impresa de la hasta entonces casi desconocida Didaché en 1877.